# Sociedad Ciclista Punta Galea
La Sociedad Ciclista Punta Galea (en euskera y oficialmente: Punta Galea Txirrindulari Elkartea) del barrio de Algorta de Guecho (Vizcaya) España es una institución sin ánimo de lucro que tiene como ámbito de actuación el ciclismo. 
Se trata de una de los principales conjuntos de la cantera ciclista vizcaína, para lo cual tiene equipos en todas las categorías inferiores: escuelas (alevines e infantiles), cadetes y juveniles. Entre los ciclistas que tras haber pasado por sus filas han llegado a profesionales se encuentran Javier y Ricardo Otxoa, Roberto Laiseka, Mikel Zarrabeitia, Íñigo Landaluze y Jonathan Castroviejo.
Además de su labor de cantera (que es su principal actividad), organiza anualmente desde 1987 el Circuito de Guecho, una carrera ciclista profesional (actualmente de categoría 1.1 en el UCI Europe Tour, y al que acuden algunos equipos del UCI WorldTour) que data de 1924 y que desde 2001 se llama también Memorial Ricardo Otxoa, en recuerdo del ciclista formado en el club y fallecido tras ser arrollado por un automóvil durante unos entrenamientos con su hermano Javier.